# Cousin de campagne
Pour plus de détails, voir Fiche technique et Distribution.
Cousin de campagne (The Country Cousin) est un court métrage d'animation américain de la série des Silly Symphonies, réalisé initialement par David Hand puis par Wilfred Jackson, produit par Walt Disney pour United Artists, et sorti le 31 octobre 1936. Ce film se base sur la fable d'Ésope, reprise par Jean de La Fontaine, Le Rat de ville et le Rat des champs (1668).

## Synopsis
Abner, le rat des champs reçoit un télégramme de son cousin citadin, Monty l'invitant à venir en ville…

## Fiche technique
- Titre original : The Country Cousin
- Autres titres [2]:
  -  Allemagne : Der Vetter vom Lande
  -  France : Cousin de campagne
  -  Suède : Kusinen från landet et Stadsråttan och landsråttan
- Série : Silly Symphonies
- Réalisateur[1] : David Hand et Wilfred Jackson assisté de Graham Heid
- Scénario[1]: Bill Cottrell, Dick Rickard
- Animateurs[1] : Milt Schaffer, Johnny Cannon, Marvin Woodward, Les Clark, Art Babbitt, Jack Hannah, Paul Allen, Cy Young
- Layout : Ferdinand Horvath
- Producteur : Walt Disney
- Distributeur : United Artists
- Date de sortie[2],[3] : 31 octobre 1936
- Autres Dates[1] :
  - Annoncée : 31 octobre 1936
  - Dépôt de copyright : 16 octobre 1936
  - Première mondiale : 29 octobre au 3 novembre 1936 au Uptown de Toronto (Canada) en première partie de Valiant Is the Word for Carrie de Wesley Ruggles.
  - Première à Los Angeles : 19 au 25 novembre 1936 au Grauman's Chinese Theatre et Loew's Stare en première partie de You only Live Once de Fritz Lang
  - Première à New York : 17 au 30 décembre 1937 au Radio City Music Hall en première partie de Rainbow on the River de Kurt Neumann
- Format d'image : couleur (Technicolor[2])
- Son : Mono (RCA Sound System[2])
- Musique[1] : Leigh Harline
- Durée : 9 min 15 s[1]
- Langue : (en)
- Pays :  États-Unis

## Distinction
- Oscar du meilleur court-métrage d'animation pour 1936[3].

## Commentaires
Le réalisateur David Hand, d'après les documents de production fut remplacé au printemps 1936 par Wilfred Jackson.
En raison de sa récompense aux Oscars, ce court métrage a été diffusé avec quatre autres Silly Symphonies dans la compilation Academy Award Review of Walt Disney Cartoons, sortie le 19 mai 1937.